# Prosopocera subpallida
Prosopocera subpallida là một loài bọ cánh cứng trong họ Cerambycidae.